# Bulbostylis somaliensis
Bulbostylis somaliensis är en halvgräsart som beskrevs av Kaare Arnstein Lye. Bulbostylis somaliensis ingår i släktet Bulbostylis och familjen halvgräs.
Artens utbredningsområde är Somalia.

## Underarter
Arten delas in i följande underarter:
- B. s. confusa
- B. s. microcarpa
- B. s. somaliensis